# 파르스발 항등식
함수해석학에서, 파르스발 항등식(Parseval恒等式)은 푸리에 급수의 수렴성에 관한 중요한 결과이다. 수학자 마르크앙투안 파르스발의 이름을 땄다. 기하학적 관점에서 파르스발 항등식은 내적 공간에서의 피타고라스 정리로 볼 수 있다.
{\displaystyle H}가 힐베르트 공간이라 하고, {\displaystyle B=\{e_{1},e_{2},...\}}가 {\displaystyle H}의 정규 직교 기저라 하자. 그러면 임의의 {\displaystyle x\in H}에 대해 다음이 성립한다.
{\displaystyle \sum _{e\in B}\left\vert \left\langle x,e\right\rangle \right\vert ^{2}=\left\Vert x\right\Vert ^{2}.}
피타고라스 정리에 따르면 벡터의 길이의 제곱은 정규 직교 기저로 나타낸 성분들의 제곱의 합과 같은데, 파르스발 항등식은 이를 일반화한 것이라 할 수 있다.
보다 일반적으로, 파르스발 항등식은 {\displaystyle H}가 내적 공간이고 {\displaystyle B}의 선형생성이 {\displaystyle H}에서 조밀한 경우에도 성립한다. {\displaystyle B}가 조밀하지 않은 경우 등호가 성립하지 않을 수도 있으며, 대신에 등호를 부등호 ≤로 바꾼 베셀 부등식이 성립한다.

## 푸리에 급수
구체적인 예로, 힐베르트 공간 {\displaystyle L^{2}([-\pi ,\pi ])}와 정규 직교 기저 {\displaystyle \{e^{inx}:n\in \mathbb {Z} \}}를 생각해 보자. 함수 {\displaystyle f\in L^{2}([-\pi ,\pi ])}의 푸리에 계수를
{\displaystyle c_{n}={\frac {1}{2\pi }}\int _{-\pi }^{\pi }f(x)e^{-inx}\,dx}
라 하면, 파르스발 항등식에 의해 다음이 성립한다.
{\displaystyle \Vert f\Vert ^{2}={\frac {1}{2\pi }}\int _{-\pi }^{\pi }|f(x)|^{2}\,dx=\sum _{n=-\infty }^{\infty }|c_{n}|^{2}}